# Дурова Катерина Львівна
Катерина Львівна Дурова (нар. 25 липня 1959 — 13 грудня 2019, Москва) — радянська та російська актриса. Заслужена артистка Росії (2005). Почесний діяч мистецтв Москви (2017).

## Життєпис
Катерина Дурова походить з родини акторів, її батько — народний артист СРСР Лев Дуров (1931—2015), мати — Ірина Кириченко (1931—2011), була актрисою театрів «Сучасник», «Ленком». Закінчивши школу в 1976 році, Катерина вступила до Російського інституту театрального мистецтва імені А. В. Луначарського, а після отримання диплома до 1984 року була актрисою Театру на Таганці. У тому ж році перейшла до складу трупи Театру на Малій Бронній.
На кіноекрані Катерина Дурова дебютувала студенткою в молодіжній мелодрамі «Шкільний вальс» у 1977 році. Зіграла головну роль у картині «Фантазії Фарятьєва» та епізодичну роль у популярному фільмі «Зелений фургон». Знімалася також в картинах українських кіностудій та «Єралаші».
Померла 13 грудня 2019 року у Москві після тяжкої тривалої хвороби.

### Особисте життя

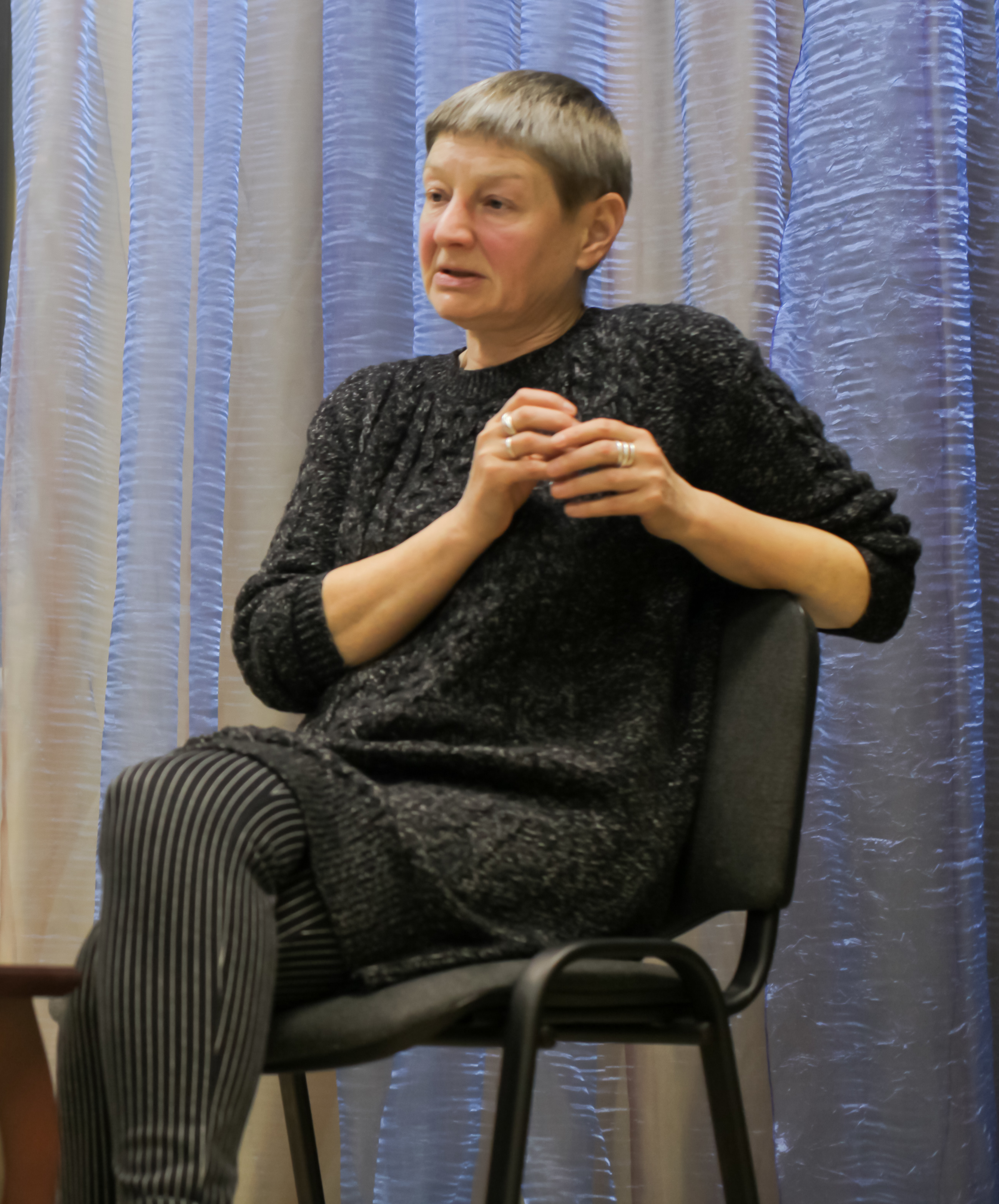
На зустрічі з глядачами у 2016 році

- перший чоловік — актор Сергій Насібов[1]
  - дочка — Катерина (1979)
- другий чоловік — актор Володимир Єршов[2]
  - син — Іван (1986)

## Фільмографія
- 1978 — Шкільний вальс — медсестра-студентка
- 1979 — Фантазії Фарятьєва — Люба, молодша сестра Шура
- 1980 — Дульсінея Тобоська — Санчика
- 1983 — Унікум — співробітниця НДІ
- 1983 — Зелений фургон — Катерина Верцинська на прізвисько «Катька-Жарь» (Одеська кіностудія)
- 1984 — Одиниця «з обманом» — Ельвіра Борисівна, піонервожата в школі (кіностудія ім. О. Довженка)
- 1985 — Сон в руку, або Валіза — Ера Мокроступ «Гоша», подруга Любочки
- 1990 — Провінційний анекдот (короткометражний) — Фаїна з сусіднього номера готелю
- 1991 — Ей! (короткометражний)
- 1991 — Дорога в Парадиз (Одеська кіностудія)
- 1991 — Veniks. Статеві щітки
- 1992 — Ченч (Росія—Україна) — Антон, Рижик, вона ж Антоніна
- 1992 — Маклер (Узбекистан)
- 1992 — Градус чорного Місяця (кіностудія ім. О. Довженка)
- 1996—1997 — Полуничка — Сусанна (один епізод)
- 1998 — Дар божий (короткометражний)
- 1999 — У бога мертвих немає
- 1999 — Транзит для диявола — Віра
- 1999 — Шанувальник — Раїса, листоноша
- 2003 — Москва. Центральний округ
- 2005 — Діаманти для Джульєтти — дочка Юрія Яковича
- 2006 — Великі дівчатка — Марія
- 2007 — Служба довіри — Ніна Іванівна
- 2008 — Юріїв день — Дуня, медсестра
- 2009 — Коротке замикання — редакторка
- 2009 — Московський дворик — Кашевська Параска Карлівна
- 2010 — Гоп-стоп — мама Васяни
- 2010 — Вдови пароплав — Панька
- 2010 — Об'єкт 11 — Заварзіна
- 2014 — Боцман Чайка — теща Воробейчіка
- 2017 — По ту сторону смерті — Ганна Іванівна
- 2018 — Кривава бариня — настоятелька монастиря
- 2018 — Відьма — Калі (Росія—Україна)

## Театральні роботи
Театр на Малій Бронній
- «Веселе життя та сумна смерть французької артистки Адрієнни Лекуврер» Ежена Скріба — мадемуазель Данжевиль
- «Метеор» Фрідріха Дюрренматта — Ольга
- "Запрошення в партер В. Жеребцова — асистент
- «Лисиця і виноград» Г. Фігейредо — Мели
- «Ліс» Олександра Островського — Аксюша
- «Дурні» М. Саймона — Янка
- «Полонез Огінського» М. Коляди — Таня
- «Мати Ісуса» Олександра Володіна — дочка
- «Одруження» Миколи Гоголя — Дуняша
- «Думка» Леоніда Андрєєва — Маша
- «Ви чиє, старичьйо» Бориса Васильєва — Віра
- «Жорж Данден, або обдурений чоловік» Мольєра — Клондіна
- «Оркестр» Ж. Ануйя — Сюзанна Делісіас
- «Діти?!» С. Найдьонова — Клавдія (реж. — Лев Дуров)
- «Кавалер троянд» І. Нестроя — мадам Кох (реж. Р. Самгін)
- «Невгамовний дух» Н. Коуарда — Едіт (реж. Ю. Іоффе)
- «Слов'янські безумства» Б. Нушича — Драга (реж. Р. Самгін)
- «Страсті по Торчалову» Н. Воронова — Римма (реж. Л. К. Дуров)
- «Я не Раппапорт» Е. Гарднера — Клара (реж. Л. К. Дуров)
- «Буря» Вільяма Шекспіра — Трінкуло (реж. Л. К. Дуров та В. Древальов)
- «Справжня історія Фрекен Бок» (реж. Є. Арсенов)